# Kudłaci przyjaciele. Nagrania archiwalne z lat 1966–1969
Kudłaci przyjaciele. Nagrania archiwalne z lat 1966–1969 – album kompilacyjny zawierający komplet nagrań zespołu big beatowego Minstrele. Płyta ukazała się nakładem wydawnictwa Kameleon Records.  
Pierwszy zestaw nagrań to utwory zarejestrowane w 1967 roku. Minstrele wykonują tutaj melodyjny beat, ostrzej zagrane kompozycje ciążące w stronę freakbeatu oraz instrumentalne covery tematów pochodzących z muzyki klasycznej. 
Kolejny porcja muzyki na  krążku to nagrania zarejestrowane w 1969 roku. Instrumentarium zespołu zostało w tym okresie wzbogacone o instrumenty klawiszowe i instrumenty dęte, dzięki czemu zespół brzmi tutaj nieco soulowo i jazzująco. 
Poboczne nagrania to sesja z 1966 roku podczas której niektórzy z muzyków Minstreli, akompaniowali piosenkarzom: Michałowi Hochmanowi i Annie Przegalińskiej, a także ta podczas której zespół akompaniował żeńskiej grupie wokalnej Echosondy.
Album uzupełniają dwa nagrania pierwszego składu Minstreli, zarejestrowane podczas koncertu finałowego Wiosennego Festiwalu Muzyki Nastolatków, który odbył się w 1966 roku w Gdańsku.
Wszystkie nagrania studyjne zostały zarejestrowane w studiu Polskiego Radia Lublin.

## Lista utworów[3]
1. „Na w agary” – 1:52
2. „Wolny dzień” – 2:22
3. „Kniaź Igor” – 2:18
4. „Kudłaci przyjaciele” – 1:59
5. „Pozdrowienia z gór” – 2:37
6. „Poemat” – 2:55
7. „Koniec szkolnego roku” – 3:02
8. „Stary człowiek i morze” – 3:16
9. „Wschód słońca” – 3:25
10. „Wiem, że” – 2:55
11. „Kwiaty umierają” – 3:17
12. „Smutne popołudnie” – 2:10
13. „Posłuchaj” – 2:38
14. „Krzyk” – 2:51
15. „Wielkie zamieszanie” – 2:47
16. „Dokąd pędzi czas” – 3:45
17. „Polka Czałapucha” – 1:44
18. „Mała” – 2:57
19. „Spacer z cieniem” – 2:38
20. „Nie wiem” – 2:00
21. „Uśmiech na zapas” – 2:05
22. „Można i tak” – 1:59
23. „Szary świat” – 2:53
24. „Będziesz tylko w tej piosence” – 2:05
25. „Słodkie fiołki” – 2:38
26. „Znamy się tylko z widzenia” – 2:12
27. „Zatrzymać sen” – 2:43
28. „Wiązanka melodii z Podlasia” – 2:23
29. „Nessuno mi puó giudicare” – 2:36
30. „Deszczowa piosenka” – 2:08
31. „Uśmiech na zapas” – 2:13

## Składy zespołu[3]
- Andrzej Żołnierowicz (31), Barbara Kowalska (30), Marian Głąb (1-9) – śpiew
- Leszek Wijakowski (1-31), Zbigniew Gdula (1-11) – gitara
- Jan Kozłowski – instrumenty klawiszowe (13, 14, 16)
- Leszek Radzki (12, 15, 17) – organy
- Zdzisław Szabat – saksofon tenorowy (12, 15, 17)
- Trumpet – Janusz Pliwko (12, 15, 17)
- Adam Frydecki (1-12, 15, 17), Andrzej Wysocki (13, 14, 16), Leszek Juziuk (30-31) – gitara basowa
- Krzysztof Radzki (1-31) – perkusja

## Soliści, którym zespół Minstrele towarzyszył w nagraniach radiowych[3]
- Michał Hochman – śpiew (18-23)
- Anna Przegalińska – śpiew (18-23)
- Echosondy – żeńska grupa wokalna (24-29)

## Chórek[3]

### Skład
- Anna Ostrowska – śpiew (8-9, 11)
- Anna Zalewska – śpiew (8-9, 11),
- Lala Miklińska – śpiew (8-9, 11)

## Opracowanie[1]
- Redakcja, mastering, opracowanie graficzne – Paweł Nawara
- Koordynator projektu – Marek Trepko
- Kolorowanie i obróbka zdjęć – Katarzyna Jasińska